# Magic Trackpad
Il Magic Trackpad è il primo trackpad multi-touch costruito per i computer Macintosh dalla Apple Inc.. È stato annunciato e messo in vendita per la prima volta il 27 luglio 2010. Come i precedenti prodotti che dispongono di questa tecnologia (iPhone, iPod touch e iPad), il Magic Trackpad consente all'utente di interagire con il computer tramite gestures, comandi impartiti con una o più dita contemporaneamente.
La parte superiore è composta da una superficie grigia e liscia e l'intera area è un pulsante.
Il Magic Trackpad richiede un computer Apple con OS X Snow Leopard o superiori e con collegamento Bluetooth.

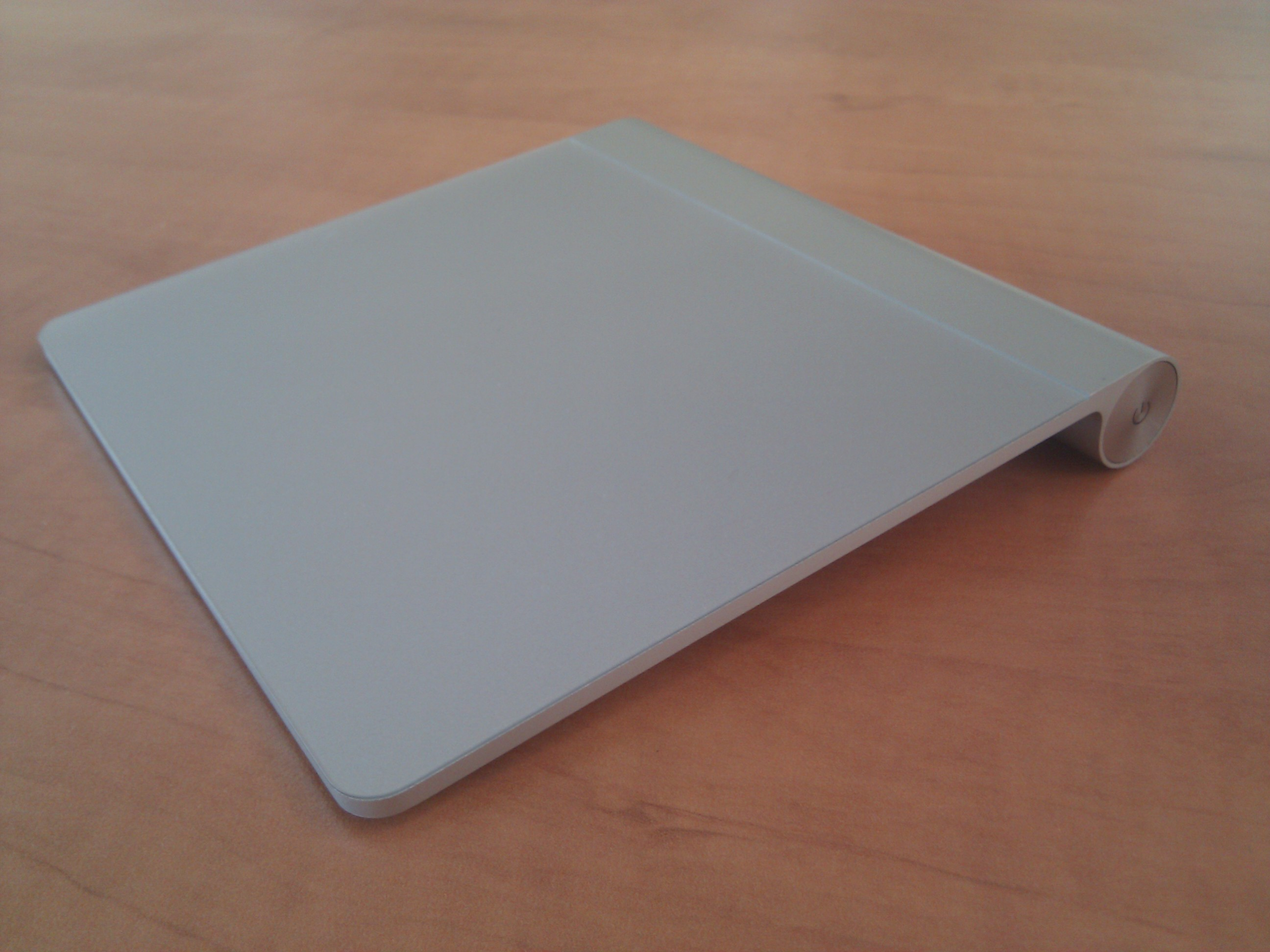
Apple Magic Trackpad

## Supporto GNU/Linux
Chase Douglas (uno sviluppatore della Canonical) sta lavorando a dei driver open source per utilizzare il dispositivo su Ubuntu 10.10 e successivamente inserire i driver anche nel ramo kernel ufficiale (probabilmente nella versione Linux 2.6.37). Questo permetterebbe a tutte le principali distribuzioni GNU/Linux future di utilizzare il Magic Trackapad in svariati modi.